# Philipp Adam zu Eltz
Philipp Adam, Edler zu Eltz (* 25. Dezember 1665; † 21. Oktober 1727 in Hannover) war hannoverscher Geheimer Rat, Großvogt von Celle und Rittergutsbesitzer.

## Leben
Philipp Adam stammte aus dem rheinischen Adelsgeschlecht der Herren zu Eltz, benannt nach der Burg Eltz. Sein Vater war der hannoversche Berghauptmann Friedrich Casimir zu Eltz, wodurch Philipp Adam in Clausthal im Harz aufwuchs. Da sein Vater aufgrund einer Krankheit bereits früh starb, sorgte seine Mutter Margaretha von Pfuel für seine Erziehung.
Wie sein Vater wurde er Geheimer Rat (Regierungsmitglied) des Kurfürsten von Hannover. Er war zunächst kurfürstlicher Hofmeister und zeitweise Lordsiegelbewahrer sowie Erzieher Georgs II., später dann zugleich als Großvogt von Celle zuständiger Minister für die Provinz Lüneburg. Mit drei weiteren Edelleuten war er 1694 am Verschwinden des Grafen Philipp Christoph von Königsmarck beteiligt, einem „Staatsmord“, der viel Aufsehen bei den Zeitgenossen erregte.

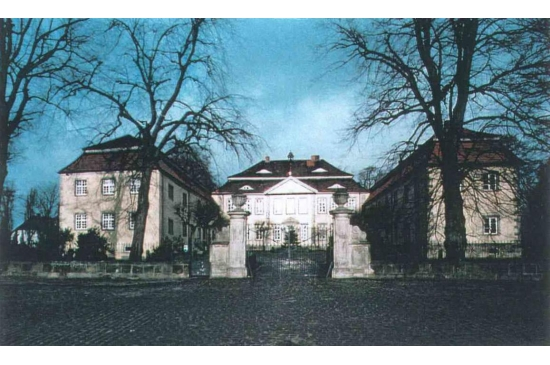
Schloss Rethmar

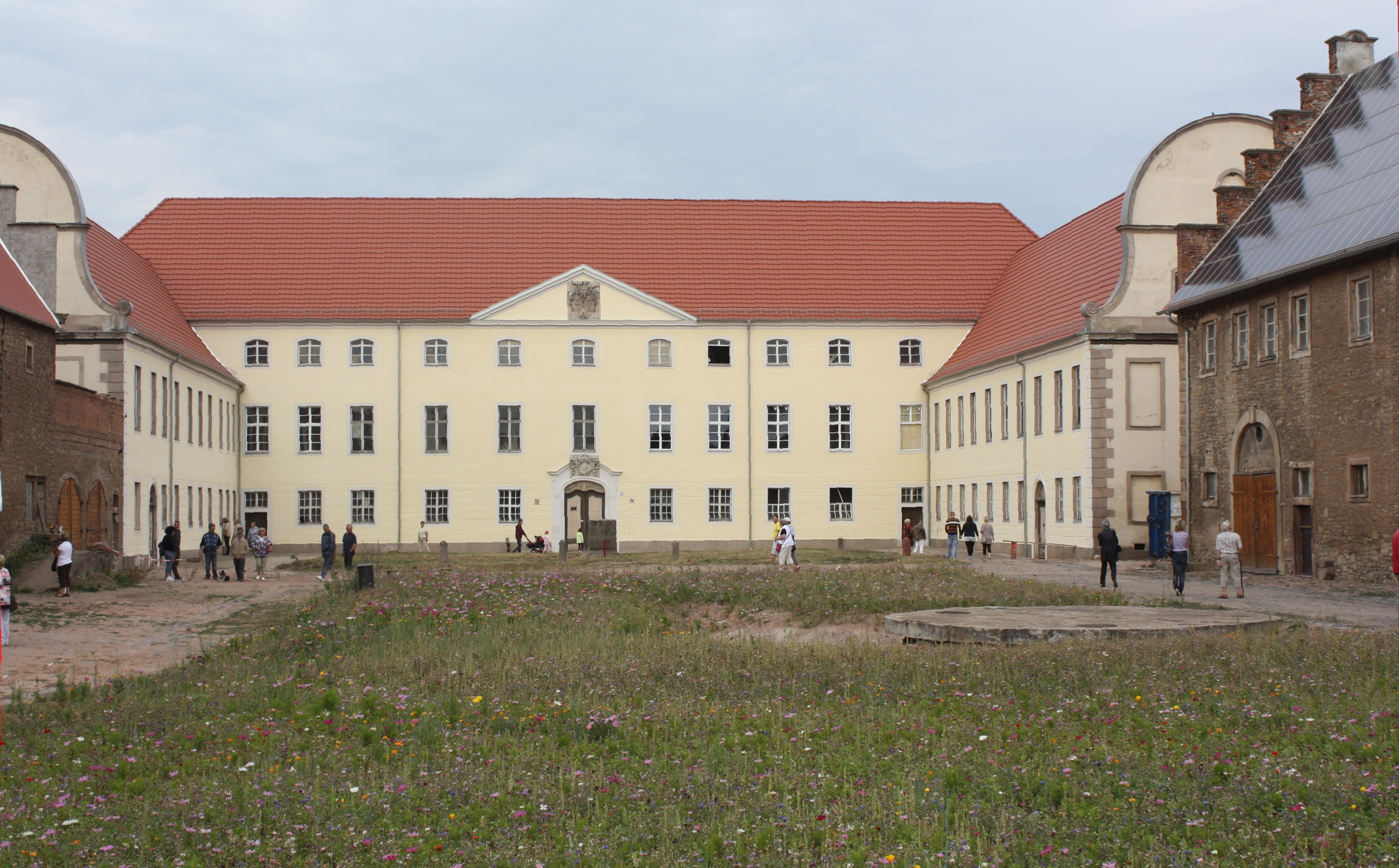
Schloss Walbeck

Von seinem Vater übernahm er das Rittergut Walbeck im Ostharz, zur Grafschaft Mansfeld gehörend, die damals dem Kurfürstentum Sachsen unterstand. Er erbte auch das Schloss Rethmar bei Hannover, das aus dem Erbe seiner Großmutter Amalie zu Eltz geb. von Rutenberg herrührte und wo er um 1710 den Renaissancebau zu einer barocken Dreiflügelanlage erweiterte, nur wenige Jahre bevor der hannoversche Hof nach London übersiedelte. Aus seinen reichen Einkünften kaufte er noch weitere Güter in Sachsen hinzu, Mockritz, Jeßnitz und Döschütz. 
Da er unverheiratet und kinderlos war, setzte er testamentarisch Neffen, Söhne seiner Schwestern, als Erben ein: Philipp Adam von Hardenberg auf Wiederstedt, Domherr zu Magdeburg (und Bruder des Ministers Friedrich August von Hardenberg) für Rethmar, Anton Gottlieb Christoph von Hardenberg für Mockritz, Jeßnitz und Döschütz und Johann Clamer von dem Bussche für Walbeck. Sein Sarg steht in einer Seitenkapelle der Katharinenkirche zu Rethmar.